# 下基斯利亚伊
下基斯利亚伊（羅馬化：Nizhniy Kislyay）是俄罗斯沃罗涅日州的市级镇，属布图尔利诺夫卡区，在州府沃罗涅日东南方。
该地2021年人口有3,171人；2010年人口3,967；2002年人口4,456；1989年人口4,469。